# Beli Drim
Il Beli Drim (in serbo Бели Дрим?, Beli Drim; in albanese Drini i Bardhë) è un fiume lungo 175 km, che attraversa Kosovo e Albania e confluisce nel Drin.